# Сосо (Міссісіпі)
Сосо (англ. Soso) — місто (англ. town) в США, в окрузі Джонс штату Міссісіпі. Населення — 418 осіб (2020).

## Географія
Сосо розташоване за координатами 31°44′58″ пн. ш. 89°16′43″ зх. д. / 31.74944° пн. ш. 89.27861° зх. д. (31.749552, -89.278538).  За даними Бюро перепису населення США в 2010 році місто мало площу 5,51 км², з яких 5,49 км² — суходіл та 0,01 км² — водойми.

## Демографія
Згідно з переписом 2010 року, у місті мешкало 408 осіб у 160 домогосподарствах у складі 116 родин. Густота населення становила 74 особи/км².  Було 178 помешкань (32/км²).
Расовий склад населення:
| - 79,2 % — білих - 20,3 % — чорних або афроамериканців |

До двох чи більше рас належало 0,5 %. Частка іспаномовних становила 2,2 % від усіх жителів.
За віковим діапазоном населення розподілялося таким чином: 27,5 % — особи молодші 18 років, 56,1 % — особи у віці 18—64 років, 16,4 % — особи у віці 65 років та старші. Медіана віку мешканця становила 38,6 року. На 100 осіб жіночої статі у місті припадало 90,7 чоловіків;  на 100 жінок у віці від 18 років та старших — 83,9 чоловіків також старших 18 років.
Середній дохід на одне домашнє господарство  становив 50 215 доларів США (медіана — 45 795), а середній дохід на одну сім'ю — 54 790 доларів (медіана — 50 481). За межею бідності перебувало 14,1 % осіб, у тому числі 14,7 % дітей у віці до 18 років та 13,6 % осіб у віці 65 років та старших.
Цивільне працевлаштоване населення становило 193 особи. Основні галузі зайнятості: освіта, охорона здоров'я та соціальна допомога — 21,8 %, виробництво — 20,2 %, будівництво — 10,9 %, науковці, спеціалісти, менеджери — 7,8 %.